# Urocythereis britannica
Urocythereis britannica is een mosselkreeftjessoort uit de familie van de Hemicytheridae. De wetenschappelijke naam van de soort is voor het eerst geldig gepubliceerd in 1977 door Athersuch.